# Comuna de Manaus
Comuna de Manaus (« Commune de Manaus ») est le nom d’une rébellion militaire dans Manaus, capitale de l’État d’Amazonas au Brésil. Elle est l’une des expressions du tenentismo, mouvement politico-militaire d’officiers, la plupart des « tenentes » (« lieutenants » en français) qui contestent l’Ancienne République. 
La mutinerie à Manaus éclate le 23 juillet 1924, juste après que la ville eut été informée qu’une révolte semblable avait commencée à São Paulo le 5 juillet.

## Causes de la rébellion
Après une période faste due à la flambée du caoutchouc, la crise s’installe à Manaus : la ville est en pleine déprime économique à la fin de la Première Guerre mondiale en raison de la forte baisse du prix du caoutchouc. Sa population s’appauvrit alors que les oligarchies manipulent le pouvoir dans le seul but de servir leurs intérêts. Les rebelles en veulent tout particulièrement au gouverneur César do Rego Monteiro et refusent qu’il soit remplacé par Aristides Rocha qu’ils considèrent comme une simple continuation du pouvoir précédent.

## Les opérations
Le 23 juillet, les rebelles initient leur mouvement. Ils ne rencontrent qu’une seule et éphémère résistance du colonel Pedro José de Souza de la police. Puis ils saisissent simultanément le bateau à vapeur Bahia, l’immeuble des Télégraphes et des Téléphones et le siège du gouvernement, où ils arrêtent les autorités présentes (sauf le gouverneur qui est à l’étranger). 
Ils y proclament le premier-lieutenant Alfredo Augusto Ribeiro Junior nouveau gouverneur. Dans le programme de ce dernier figurent une forte augmentation de l’impôt sur les riches ; l’expropriation des biens des banques et l’institution d’un Impôt de Récupération (Tributo da Redenção) destiné aux entreprises anglaises qui se soustrayaient aux impôts. Les biens confisqués sont attribués à la Commune de Manaus. La population de la ville acclame les révolutionnaires.

## La défaite
Les rebelles se dirigent ensuite vers Óbidos dans l’État du Pará afin d’en occuper le fort qui contrôle le passage le plus étroit du fleuve Amazone. Ils y arrivent le 26 juillet, obtiennent l’adhésion du fort et envisagent maintenant de poursuivre vers le Maranhão, Belém, la capitale du Pará et le Piauí. Cependant, des divergences internes les empêchent d’exécuter leur plan.
Mais entre-temps le gouvernement envoie des troupes commandées par général João de Deus M. Barreto pour mater la rébellion. Elles entrent à Óbidos le 26 août, destituent sans difficultés le gouvernement révolutionnaire, et se dirigent vers Manaus, où elles arrivent deux jours plus tard : Alfredo Augusto Ribeiro Junior se rend sans résistance pour éviter un massacre des civils dans la ville.
Il est condamné à trois ans et neuf mois de prison.